# Saxifraga cernua
Espèce
La saxifrage penchée (Saxifraga cernua) est une espèce de plante de la famille des Saxifragacées. C'est une plante caractéristique des montagnes de l'Atlantique.